# Sierschildpad
De sierschildpad of geschilderde sierschildpad (Chrysemys picta) is een waterbewonende schildpad uit de familie moerasschildpadden (Emydidae). De sierschildpad is familie van de veel bekendere roodwangschildpad. Zijn naam dankt hij aan de opvallende rode en gele vlekken- en strepentekening van de poten, de kop en het schild. Er worden drie verschillende ondersoorten onderscheiden die verschillen in zowel het uiterlijk als het verspreidingsgebied.
De sierschildpad komt voor in Noord-Amerika, noordelijk in het zuiden van Canada, verder een groot deel van de Verenigde Staten en zuidelijk tot in delen van noordelijk Mexico. De sierschildpad heeft het grootste verspreidingsgebied van alle schildpadden die in Noord-Amerika voorkomen. In de Verenigde Staten is de sierschildpad een van de bekendste soorten schildpadden. Verschillende Amerikaanse staten hebben de soort tot 'federale schildpad' benoemd.
De sierschildpad woont in rivieren en meren met een modderbodem en veel waterplanten. Het dier eet zowel planten als kleine dieren en is een omnivoor. De schildpad heeft verschillende vijanden, van vogels en krokodillen die op de schildpadden jagen tot zoogdieren en geleedpotigen zoals mieren die de nesten van de schildpad roven en de eieren opgraven en buitmaken.
De schildpad is door zijn decoratieve uiterlijk en actieve gedrag populair in de handel in exotische dieren. Deze soort wordt daardoor op grote schaal in gevangenschap gehouden als huisdier. De sierschildpad is tegenwoordig minder algemeen dan enkele decennia geleden maar wordt niet beschouwd als een bedreigde diersoort.

## Naamgeving en taxonomie
De sierschildpad dankt zijn naam aan de tekening van gele strepen en rode vlekken op de huid en het schild. Ook in andere talen wordt een dergelijke benaming gebruikt, zoals het Duitse Zierschildkröte dat ook sierschildpad betekent. De Franse naam tortue peinte en de Engelse naam painted turtle betekenen beide 'geschilderde schildpad'.
De schildpad is ook onder andere Nederlandse namen bekend, zoals rode terrapene en Amerikaanse sierschildpad. De naam geschilderde schildpad wordt eveneens gebruikt, dit is een vertaling van de Engelstalige naam.

### Wetenschappelijke naamgeving en synoniemen
De sierschildpad werd voor het eerst wetenschappelijk beschreven door Johann Gottlob Schneider in 1783. Oorspronkelijk werd de naam Testudo picta gebruikt, het geslacht Testudo behoort tegenwoordig echter tot de familie landschildpadden (Testudinidae). Later werd de soort toegekend aan andere geslachten, zoals het geslacht Emys. Deze verouderde namen worden ook wel synoniemen genoemd.
De wetenschappelijke geslachtsnaam Chrysemys betekent letterlijk vertaald 'gouden schildpad'. Het is een samenstelling van Oudgrieks χρυσός (chrusos), 'goud' en ἐμύς (emus), 'schildpad'.
De soortnaam picta komt uit het Latijn en betekent 'gekleurd' of 'beschilderd'.
Lange tijd was de sierschildpad de enige soort uit het geslacht Chrysemys. Een dergelijk geslacht dat door maar één soort wordt vertegenwoordigd wordt ook wel monotypisch genoemd. Sinds 2014 echter is een van de ondersoorten afgesplitst tot een aparte soort; de zuidelijke sierschildpad (Chrysemys dorsalis). Er zijn hierdoor tegenwoordig drie verschillende ondersoorten in plaats van vier toen de zuidelijke sierschildpad nog niet als aparte soort werd beschouwd. In veel literatuur wordt deze nieuwe status nog niet vermeld.
De onderstaande tabel geeft de verschillende gebruikte wetenschappelijke namen weer. Van de soort zijn alle namen weergegeven, van de ondersoorten voor de overzichtelijkheid alleen de oorspronkelijke en later aangepaste namen.
| Uitklapbare tabel van de synoniemen van de soort Chrysemys picta | Uitklapbare tabel van de synoniemen van de soort Chrysemys picta |
| --- | ---------------------------------------------------------------- |
| - Testudo picta Schneider, 1783 - Hydrochelys picta Wagler, 1821 - Emys Picta Duméril & Bibron, 1835 - Chrysemys picta Gray, 1855 - Chrysemys picta Stebbins, 1985 - Trachemys picta Lever, 2003 - Chrysemys picta Crother, 2000 |                                                                  |
| Ondersoort Chrysemys picta bellii |                                                                  |
| - Chrysemys picta bellii (Gray, 1831) - Emys bellii Gray, 1831 - Emys Bellii Duméril & Bibron, 1835 - Emys oregoniensis Harlan, 1837 - Chrysemys nuttallii Agassiz, 1857 - Chrysemys pulchra Gray, 1873 - Chrysemys Bellii Gray, 1873 - Chrysemys oregonensis Monks, 1877 - Chrysemys cinerea var. bellii Boulenger, 1889 - Chrysemys treleasei Hurter, 1911 - Chrysemys picta bellii Bishop & Schmidt, 1931 - Chrysemys bellii bellii Burt, 1935 |                                                                  |
| Ondersoort Chrysemys picta marginata |                                                                  |
| - Chrysemys picta marginata Agassiz, 1857 - Chrysemys marginata Agassiz, 1857 - Chrysemys bellii marginata Conant, 1938 - Chrysemys marginata Williams, 1959 |                                                                  |
| Ondersoort Chrysemys picta picta |                                                                  |
| - Chrysemys picta picta (Schneider, 1783) - Testudo cinerea Bonnaterre, 1789 - Chrysemys cinerea Boulenger, 1889 |                                                                  |

### Ondersoorten

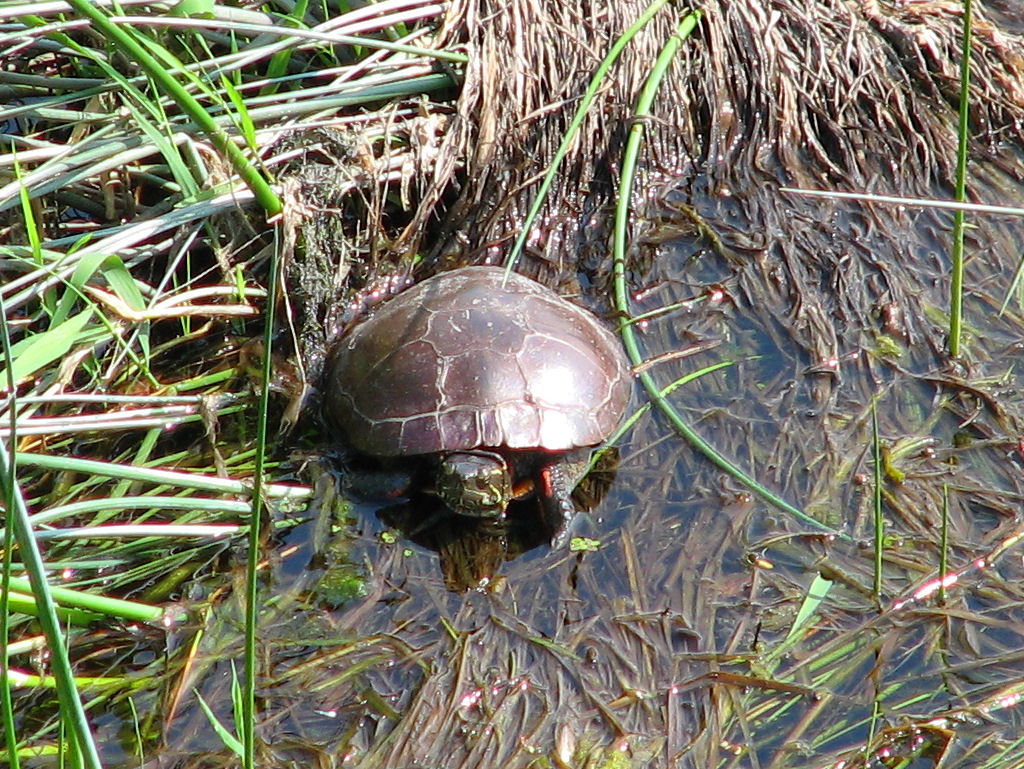
Midland sierschildpad in de natuurlijke habitat, Ottawa.

De sierschildpad kent drie belangrijke variaties die ondersoorten worden genoemd. De ondersoorten zijn waarschijnlijk het gevolg van het samengaan van verschillende soorten door hybridisering. Lange tijd werd een vierde ondersoort erkend, de zuidelijke sierschildpad. Deze wordt tegenwoordig echter als een aparte soort gezien; Chrysemys dorsalis.
Ongeveer 18.000 jaar geleden kwamen de schildpadden al voor in delen van Noord-Amerika. Er waren drie verschillende soorten: een westelijke, een zuidelijke en een oostelijke soort. Deze soorten kwamen echter nog niet zo noordelijk voor als nu het geval is. Het noorden was toen nog bevroren en het was te koud voor schildpadden. De westelijke soort had een verspreidingsgebied in het zuidwesten van de Verenigde Staten en de zuidelijke soort kwam voor in het stroomgebied van de zuidelijke Mississippi. Toen de ijskappen in het noorden begonnen te smelten, kwam er levensruimte vrij voor de schildpadden en beide soorten kwamen na enige tijd samen voor. Door het samenkomen van deze twee soorten is de huidige ondersoort midlandsierschildpad ontstaan. De midlandsierschildpad verspreidde zich verder tot het oosten van de Grote Meren.
De oostelijke sierschildpad breidde zijn areaal uit langs de kust van de Atlantische Oceaan. In het noorden van het verspreidingsgebied van de oostelijke sierschildpad, rond de staten New York, is er een overlap in areaal met de midlandsierschildpad.
Er worden drie ondersoorten erkend die verschillen in uiterlijke kenmerken en het verspreidingsgebied, vooral de tekeningen op het buikschild zijn per soort erg afwijkend. De ondersoorten hebben allemaal een Nederlandstalige naam die verwijst naar de plaats waar ze voorkomen. In een aantal Amerikaanse staten binnen het areaal van de schildpad leeft komen ondersoorten voor die zich kunnen kruisen. In dergelijke staten is er een sterke genetische vermenging met andere ondersoorten. Hierdoor zijn de verschillende vormen soms moeilijk te onderscheiden.
De onderstaande tabel toont de huidige ondersoorten met hun Nederlandstalige en de wetenschappelijke naam, de schildlengte en de kleuren van de schildpad.. De verspreidingsgebieden zijn complex en worden onder het kopje verspreiding beschreven.
| Ondersoorten van de sierschildpad (Chrysemys picta)      | Ondersoorten van de sierschildpad (Chrysemys picta) | Ondersoorten van de sierschildpad (Chrysemys picta) | Ondersoorten van de sierschildpad (Chrysemys picta) |
| Naam                                                     | Rugschild                                           | Buikschild                                          | Kenmerken |
| -------------------------------------------------------- | --------------------------------------------------- | --------------------------------------------------- | --- |
| Westelijke sierschildpad (C. p. bellii) (Gray, 1831)     |                                                     |                                                     | Van de drie ondersoorten is dit de grootste, de schildlengte is meestal minstens ongeveer 18 centimeter, het grootste exemplaar mat 25 cm. De naden van de hoornschilden op het rug- en buikschild gaan niet in elkaar over en hebben een netvormig patroon van lijnen. De lengtestreep op het midden van het schild is slecht ontwikkeld of geheel afwezig. Het buikschild is voorzien van een grote donkere vlek in het midden die zich langs de naden van de buikschilden verbreidt. |
| Oostelijke sierschildpad (C. p. picta) (Schneider, 1783) |                                                     |                                                     | Het schild wordt 13 tot 18 cm lang. De naden tussen de hoornschilden zijn licht van kleur. De naden van de hoornschilden gaan in elkaar over en vormen een soort rooster. De lengtestreep op het midden van het schild is onderontwikkeld. De schildkleur is donker tot zwart. Het buikschild is geel van kleur en heeft geen donkere vlekken. |
| Midland sierschildpad (C. p. marginata) Agassiz, 1857    |                                                     |                                                     | De schildpad bereikt een schildlengte van ongeveer 13 tot 18 centimeter. De naden van de hoornschilden op het rug- en buikschild gaan niet in elkaar over. De randen van de hoornschilden op het rugschild zijn licht en donker omzoomd. De lengtestreep op het midden van het schild is slecht ontwikkeld of geheel afwezig. |

## Uiterlijke kenmerken

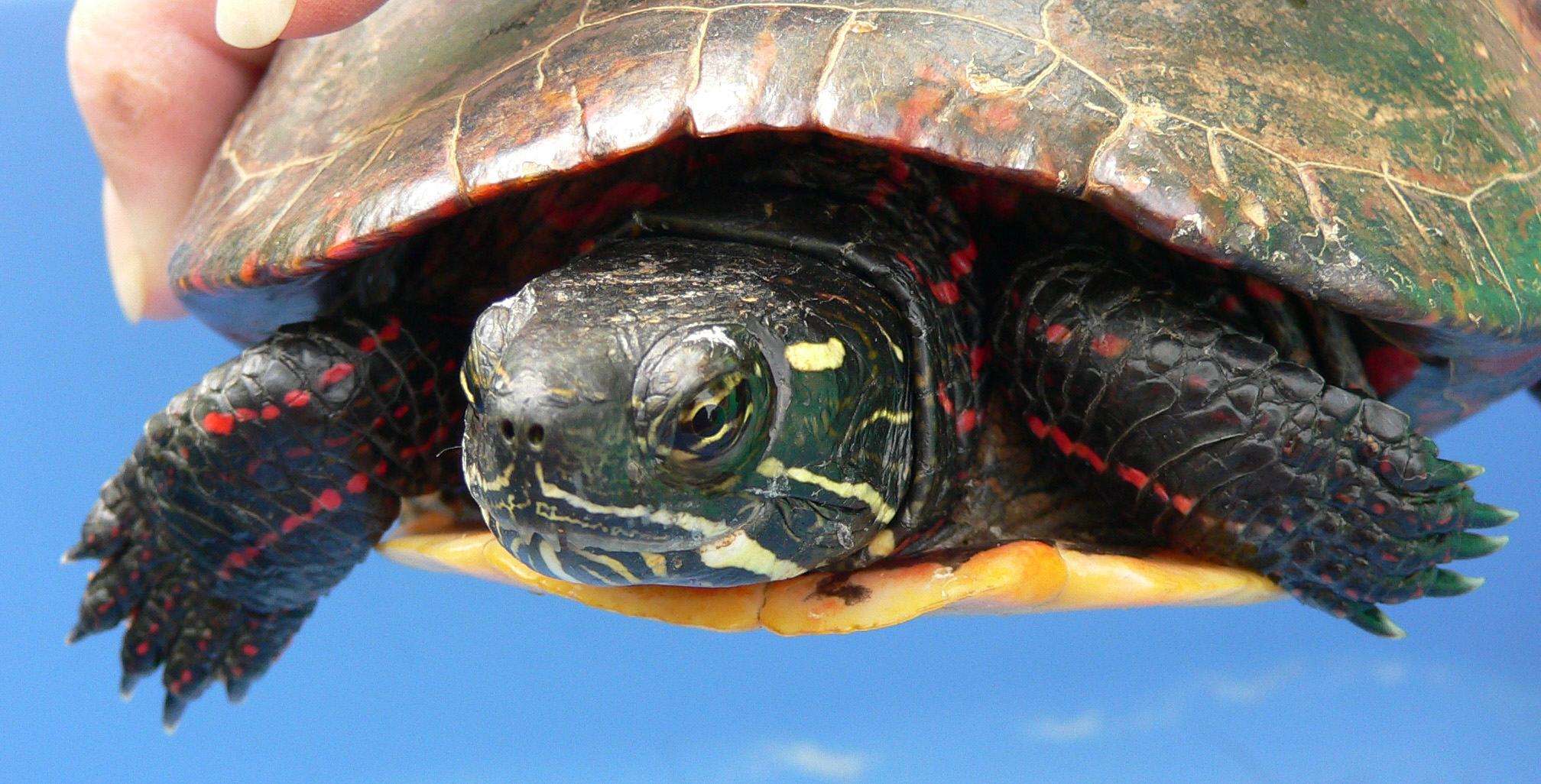
Detailopname van de kop en poten.

De sierschildpad is een kleine tot middelgrote soort die een schildlengte bereikt van maximaal 25 centimeter. Er zijn ook kleinere ondersoorten, die ongeveer 9 tot 15 centimeter lang worden. Een grote volwassen schildpad weegt ongeveer een kilogram.
De schildpad dankt zijn naam sierschildpad aan de opvallende gele en rode kleuren, die zich op verschillende manieren manifesteren op diverse lichaamsdelen. De sierschildpad is verder een typische vertegenwoordiger van de moerasschildpadden. De soort is moeilijk van andere soorten te onderscheiden. Een voorbeeld is Trachemys venusta die een vergelijkbaar patroon van hoornschilden op de rug heeft en ook een gele strepentekening.

### Kop
De kop is typisch schildpadachtig en heeft een vorm die doet denken aan een peer. De schedel is aan achterzijde verbreed en wordt naar de snuitpunt toe smaller. De ogen zijn duidelijk te zien. Ze zijn relatief groot en hebben een gele tot bruine iris. De ogen hebben een ronde pupil, net als de meeste hogere dieren die overdag actief zijn. Door het oog loopt echter een donkere horizontale oogstreep, zodat het lijkt of het oog een horizontale spleetpupil heeft. Achter het oog is een gele oogvlek aanwezig, deze is nooit rood zoals gelijkende waterschildpadden zoals de bekendere roodwangschildpad.
De neusgaten liggen aan de voorzijde van de snuit. Hierdoor kan de schildpad grotendeels onder water blijven, maar toch ademen aan de oppervlakte, door slechts een klein deel van de kop boven water te steken.
De kop heeft een groengrijze tot groene basiskleur met een tekening van gele lengtestrepen. In tegenstelling tot bij andere moerasschildpadden is de kop nooit rood.

### Schild

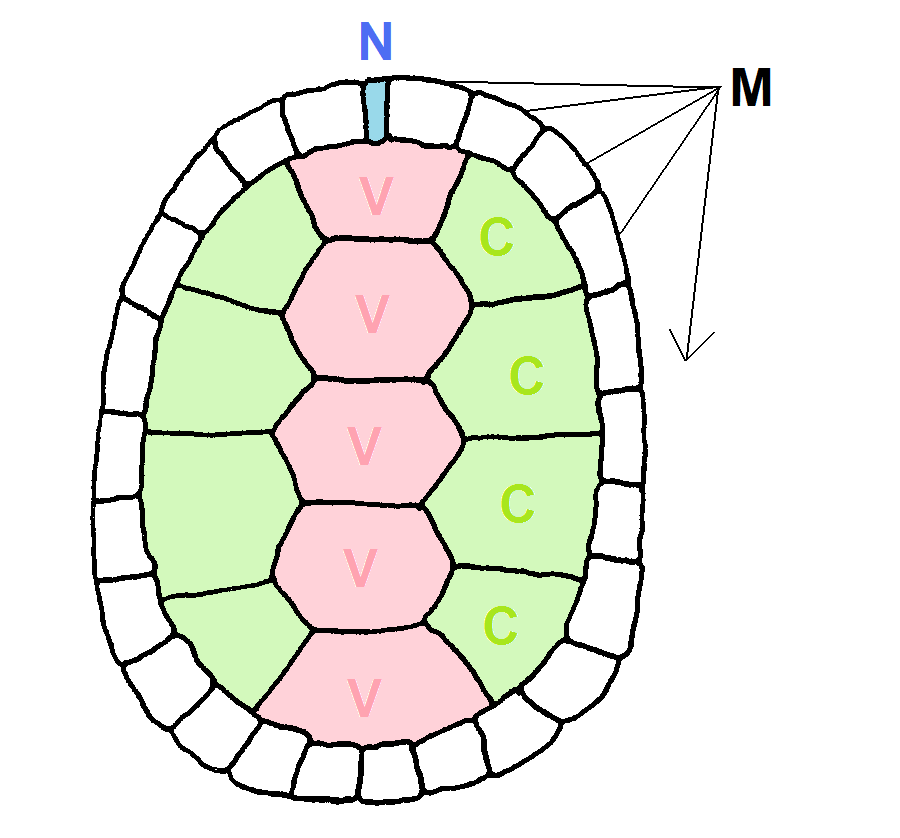
Indeling van de hoornschilden van het schild;

De sierschildpad heeft net als alle schildpadden een rugschild en een buikschild die als geheel een pantser vormen. Een verbinding tussen de poten verbindt de schilden met elkaar. Het rugschild wordt wel carapax genoemd en het buikschild is het plastron. In het pantser kan de schildpad zijn poten en kop bergen bij gevaar. Bij de sierschildpad is het schild voorzien van gele markeringen. Het schild bestaat uit een inwendig deel en een uitwendig deel. Het binnenpantser is opgebouwd uit bot en is ontstaan uit vergroeiingen van de ribben. Het uitwendige pantser bestaat uit chitineuze platen die de hoornschilden of hoornplaten worden genoemd. Het rugschild van de sierschildpad is ovaal van vorm. Het is platter in vergelijking met verwante soorten schildpadden.
Het inwendige pantser kan groeien, het uitwendige deel niet en de hoornschilden worden steeds vernieuwd. Dit wordt de vervelling genoemd en de hoornschilden laten eens per zoveel tijd los waarbij het nieuwe schild al aanwezig is. De hoornschilden vertonen bij veel schildpadden een reliëf zoals een bult of juist een kuiltje in het midden van het schild. Bij andere schildpadden zijn de hoornschilden concentrisch gegroefd, maar de sierschildpad heeft gladde hoornschilden zonder groeven of kielen. In vergelijking met andere soorten schildpadden is het schild vrij laag.
De hoornschilden van schildpadden hebben vaak een vaste configuratie. Het aantal hoornschilden maar ook de vorm en de positie ervan verschilt per soort. De hoornschilden van het rugschild van de sierschildpad hebben een regelmatige structuur en liggen in rijen. De middelste rij schilden worden de ventrale schilden of wervelschilden (V) genoemd. De rijen schilden aan weerszijden hiervan zijn de costale schilden (C) of ribschilden. Aan de rand van het schild zijn de marginale schilden (M) gelegen, ook wel randschilden genoemd. De sierschildpad heeft altijd twaalf marginaalschilden aan iedere zijde. De wervelschilden zijn zeer breed, de ribschilden zijn zeshoekig van vorm. Aan de voorzijde van het schild ligt tussen de marginaalschilden het nuchaalschild (N), dit is het enige enkelvoudige hoornschild.
Op het schild zijn geen opstaande kielen aanwezig zoals voorkomt bij verwante soorten moerasschildpadden. Ook doornachtige uitsteeksels van de schilden aan de voor- of de achterzijde van het rugschild ontbreken.
Het buikpantser of buikschild is afhankelijk van de ondersoort soms geel van kleur en ongemarkeerd en soms rood met een kleine of juist grotere vlek. Het buikschild van een mannetje is enigszins ingedeukt, zodat hij bij de paring gemakkelijker op een vrouwtje kan klimmen. Het buikschild heeft geen scharnierende delen zoals voorkomt bij andere groepen van schildpadden.

### Poten

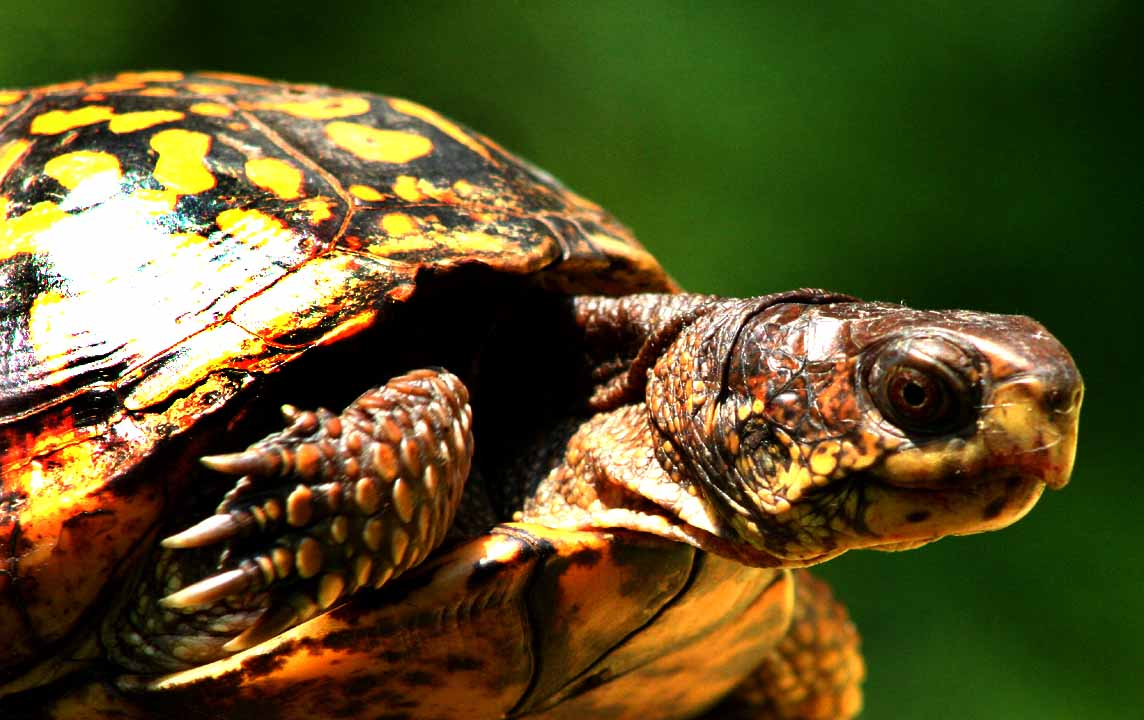
Mannetjes hebben aanmerkelijk langere nagels dan vrouwtjes.

De poten zijn relatief lang en zijn aangepast om te zwemmen. Aan het uiteinde zijn verbrede vingers en tenen aanwezig. De voorpoten dragen kleine zwemvliezen tussen de vingers, de vliezen reiken tot halverwege de vinger. Aan de achterpoten is het uiteinde verbreed en reiken de vergrote zwemvliezen tot aan het eind van de tenen. De vliezen vergroten het pootoppervlak zodat de schildpad efficiënter kan zwemmen.
De poten hebben een grijsgroene basiskleur met een gele tot oranje strepentekening. De klauwen vormen een belangrijk geslachtsonderscheid van de volwassen schildpadden. De mannetjes hebben in vergelijking tot de vrouwtjes sterk verlengde nagels. Deze klauwen spelen een rol tijdens de balts van de schildpad.

### Staart
De staart van de schildpad vervult geen functie meer: hij dient noch om te zwemmen, noch om het evenwicht te bewaren, zoals bij een aantal hagedissen en andere reptielen. De staart van de sierschildpad is net als de ledematen groen tot grijsgroen. De staart heeft dezelfde kleur als de rest van het lichaam, inclusief enkele rode vlekken.
De staart van een mannetje verschilt duidelijk van die van een vrouwtje. De staart van een mannetje is dikker en langer en de staartbasis ligt buiten het schild. De staartbasis is te herkennen aan de positie van de cloaca; dit is de uitscheidings- en geslachtsopening. De cloaca ligt tussen het lichaam en de staart. De vrouwtjes hebben een duidelijk kortere en dunnere staart en de cloaca ligt binnen het schild.

### Onderscheid met andere soorten
De sierschildpad is alleen met een aantal moerasschildpadden te verwarren. Veel soorten hebben een gele strepentekening op de huid en ook rode kleuren komen voor, zoals bij Pseudemys nelsoni. Veel waterschildpadden hebben een groene basiskleur van het schild maar de sierschildpad heeft een donkerbruine tot zwarte kleur. Hierdoor zijn andere soorten alleen te verwarren als ze melanisme vertonen. Dit wil zeggen dat de schildpadden veel donkerder gekleurd zijn dan de andere exemplaren.
De meeste moerasschildpadden hebben duidelijk concentrisch gegroefde rugschilden, die van de sierschildpad zijn altijd glad. De naden tussen de hoornschilden van het rugpantser gaan bij de oostelijke sierschildpad in elkaar over. Dit komt bij andere schildpadden niet voor.
De sierschildpad heeft enkele rood gekleurde accenten maar deze komen nooit voor op de kop. Dit is een belangrijk verschil is met een aantal andere Noord-Amerikaanse soorten zoals de roodwangschildpad.

## Verspreiding en habitat

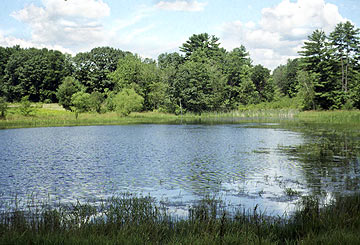
Habitat van de sierschildpad in New Hampshire.

De sierschildpad komt van nature endemisch voor in delen van Noord-Amerika en leeft in delen van de landen Mexico, Canada en de Verenigde Staten. De sierschildpad heeft het grootste verspreidingsgebied van alle schildpadden in Noord-Amerika. In Mexico komt de sierschildpad slechts voor in een klein deel van het land en is alleen te vinden in de staat Chihuahua. In Canada komt de schildpad alleen in het zuiden voor. In de Verenigde Staten komt de schildpad voor in het grootste deel van het land.
De habitat bestaat uit rivieren, meren en andere wateren die zoet water bevatten, de sierschildpad komt zelden voor in brak water. De voorkeur gaat verder uit naar ondiepe, stilstaande tot langzaam stromende wateren; snelstromende wateren worden vermeden. De sierschildpad prefereert een zachte modderbodem. Het substraat wordt gebruikt om zich in te graven gedurende de nacht. Bij een rotsige bodem kan de schildpad zich moeilijk verstoppen. De wateren dienen altijd half ondergedoken stenen of stukken hout te bevatten, zoals in het water omgevallen bomen. Deze worden gebruikt om te zonnen, wat een belangrijke activiteit is om op temperatuur te blijven. Een andere voorwaarde is de aanwezigheid van waterplanten, met name in het water groeiende soorten die geschikt zijn als voedsel.

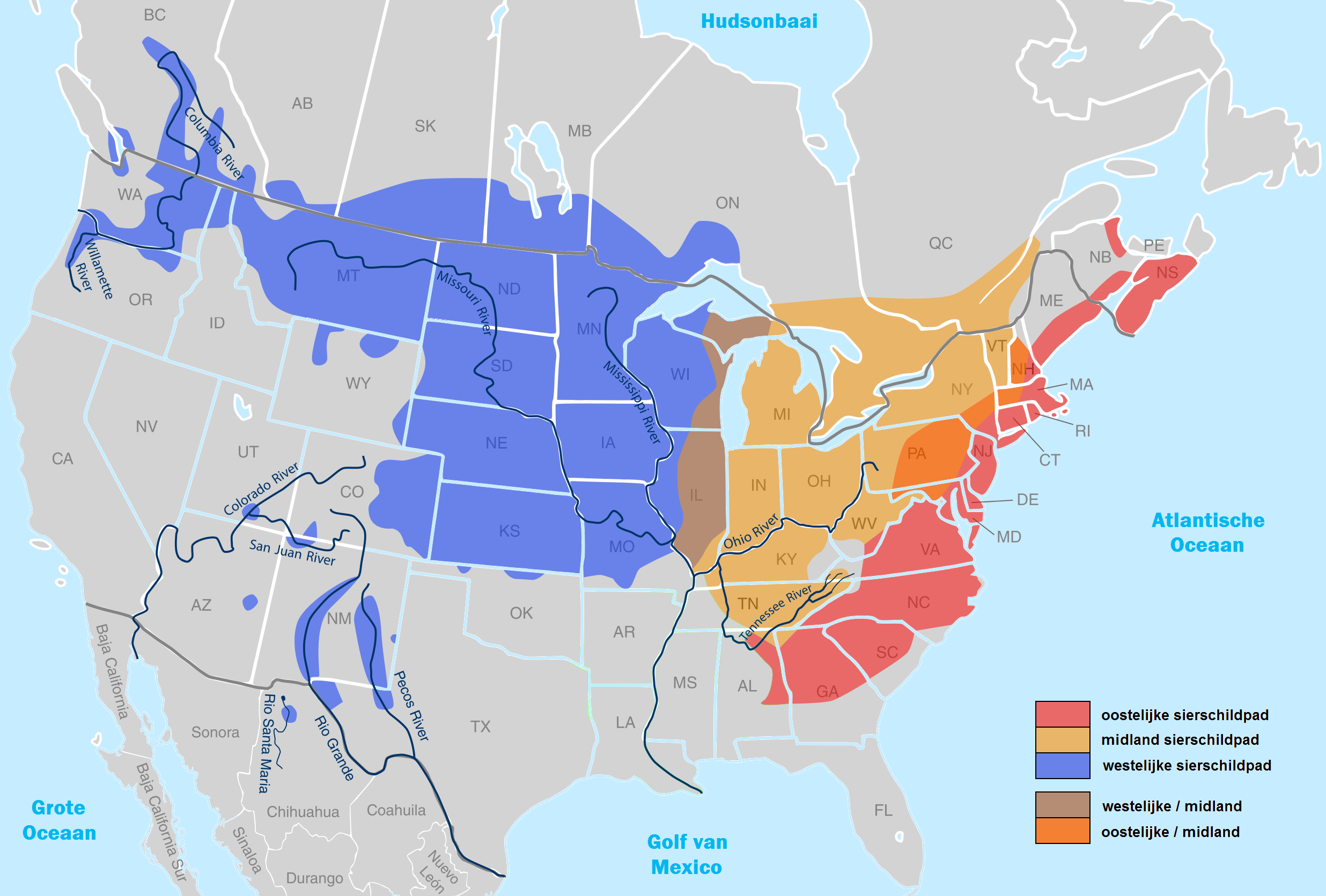
Verspreidingsgebied van de verschillende ondersoorten van de sierschildpad.

De sierschildpad is een generalist die zich in een groot aantal leefomgevingen kan handhaven en voortplanten. Omdat de schildpad in een enorm gebied voorkomt en het areaal van de verschillende ondersoorten elkaar zelden overlapt, verschilt de habitat sterk per ondersoort. De leefomgeving waarin bijvoorbeeld de westelijke sierschildpad voorkomt ten oosten van de Rocky Mountains is niet te vergelijken met de laaglanden van de laaggelegen Mississippidelta in het zuidoosten van het land. De habitat is daarom onderaan per ondersoort meer specifiek weergegeven.
Het areaal van de sierschildpad beslaat een groot aantal staten, het verspreidingsgebied is op de onderstaande kaart aangegeven. Voor het overzicht zijn de staten waarin de sierschildpad van nature voorkomt in de uitklapbare tabel onder de kaart voorzien van de voorkomende ondersoort(en). In de meeste staten komt slechts een enkele ondersoort voor, in sommige staten komen twee ondersoorten voor en alleen in Illinois en Alabama worden drie verschillende ondersoorten gevonden. In dergelijke staten is er een grote intergradatie (menging) met andere ondersoorten zodat de verschillende vormen soms moeilijk te onderscheiden zijn.
In sommige staten is de schildpad wel aangetroffen maar betreft het dwaalgasten uit andere staten en zijn er nog geen stabiele populaties bekend. Deze situatie doet zich voor in de staten Texas, New Mexico, Arizona en Utah. Ten slotte komt de sierschildpad ook voor in de staten Florida en Californië. In deze twee staten is de schildpad echter uitgezet door de mens en deze populaties zijn onderstaand niet weergegeven.
| Ondersoorten van de sierschildpad per staat Legenda = westelijke sierschildpad ( Chrysemys picta bellii ) = oostelijke sierschildpad ( Chrysemys picta picta ) = midland sierschildpad ( Chrysemys picta marginata ) Canada Alberta Brits-Columbia Manitoba Nova Scotia New Brunswick Ontario Quebec Saskatchewan Verenigde Staten Alabama Colorado Connecticut Delaware Georgia Idaho Illinois Indiana Iowa Kansas Kentucky Maine Maryland Massachusetts Michigan Minnesota Missouri Montana Nebraska New Hampshire New Jersey New York North Carolina North Dakota Ohio Oklahoma Oregon Pennsylvania South Carolina South Dakota Tennessee Vermont Virginia Washington West Virginia Wisconsin Wyoming |

### Westelijke sierschildpad

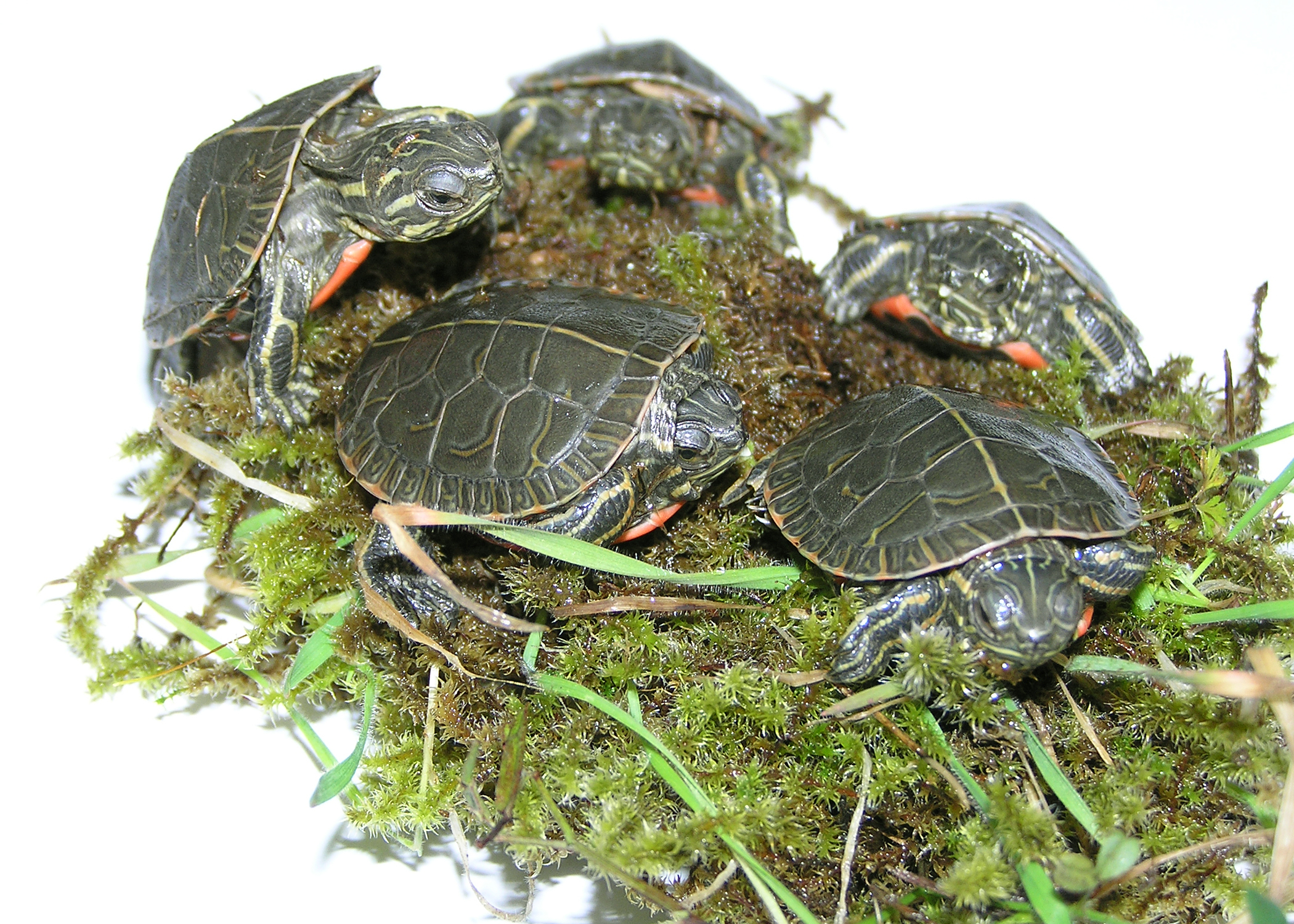
Juvenielen van de westelijke sierschildpad.

De westelijke sierschildpad komt voor in de Verenigde Staten, Canada en Mexico. In de Verenigde Staten komt de schildpad voor in de staten Colorado, Idaho, Illinois, Indiana, Iowa, Kansas, Minnesota, Missouri, Montana, Nebraska, North Dakota, Oklahoma, Oregon, South Dakota, Washington, Wisconsin en Wyoming. In Canada komt de ondersoort voor in de staten Alberta, Brits-Columbia, Manitoba, Ontario en Saskatchewan. In Mexico komt ze voor in de staat Chihuahua.
De westelijke sierschildpad heeft het grootste verspreidingsgebied van de vier ondersoorten. De schildpad komt oostelijk voor ten noorden van de Grote Meren en het noordelijke deel van de Mississippidelta tot de Willamette aan de Westkust in het westen. Het noordelijkste deel van het verspreidingsgebied ligt iets ten noorden van de loop van de rivier de Columbia. De zuidelijkste vindplaatsen van de schildpad liggen allemaal tegen of in de Rocky Mountains, een gebied waar schildpadden van nature niet voorkomen. Deze populaties kunnen heel groot zijn, maar het betreft altijd door de mens uitgezette schildpadden. De westelijke sierschildpad wordt gevonden in de samenloop van de rivieren de Colorado en de San Juan, in een deel van de loop van de San Juan op de grens van New Mexico en Colorado en een deel van San Juan, in een noordelijk deel van de loop van de Pecos, een deel van de loop van de Rio Grande, in het gebied rond de stad St. Johns, en ten slotte een noordelijk deel van de loop van de Rio Santa Maria.

### Oostelijke sierschildpad
De oostelijke sierschildpad komt voor in de Verenigde Staten en Canada. In de Verenigde Staten beslaat het areaal de staten Alabama, Connecticut, Delaware, Georgia, Maine, Maryland, Massachusetts, New Hampshire, New Jersey, New York, North Carolina, Pennsylvania, South Carolina, Virginia en West Virginia. In Canada is de ondersoort te vinden in de staten Nova Scotia en New Brunswick. In de Verenigde Staten komt de schildpad voor langs de Atlantische kust tot zuidelijk in North Carolina. De schildpad ontbreekt in de kuststreken van Georgia of South Carolina. Deze ondersoort bewoont in Canada de kust van de Saint Lawrencebaai in de staat New Brunswick in het noorden en verder een deel van de Atlantische kust van Nova Scotia. De oostelijke sierschildpad is van alle ondersoorten de enige die weleens in brakwater wordt aangetroffen. Het betreft dan altijd brak getijdenwater in de rivieren langs de Atlantische kust waar de schildpad voorkomt.

### Midlandsierschildpad
De midlandsierschildpad komt voor in de Verenigde Staten en Canada. In de Verenigde Staten komt de schildpad voor in de staten Georgia, Illinois, Indiana, Kentucky, Massachusetts, Michigan, New Hampshire, New York, Ohio, Pennsylvania, Tennessee, Vermont, West Virginia en Wisconsin. In Canada komt de ondersoort voor in de staten Ontario en Quebec.
De midlandsierschildpad komt in het noorden van het verspreidingsgebied voor rond delen van de Grote Meren en zuidelijk tot iets ten zuiden van de loop van de rivier de Tennessee. Van de vier ondersoorten overlapt het verspreidingsgebied van de midlandsierschildpad het meest met de andere ondersoorten: de westelijke sierschildpad in het westen en de oostelijke sierschildpad zowel in het oosten als het zuiden.

## Dagactiviteit en thermoregulatie

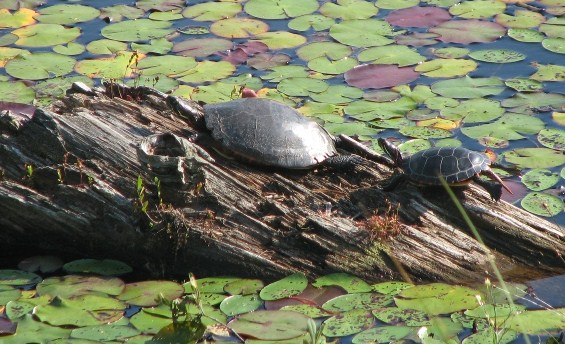
De sierschildpad zont graag op boven het water uitstekende objecten.

De sierschildpad is een typische moerasschildpad die vaak in het water naar voedsel zoekt, maar ook regelmatig op het land ligt te zonnen op een tak of steen. De schildpad heeft behoefte aan veel warmte en licht. Overdag klimt de schildpad vaak op en boven het water uitstekende tak om te zonnebad. Het zonnebad dient drie doelen.
1. Ten eerste warmt de schildpad op en kan ze zich sneller bewegen.
2. Ten tweede is warmte nodig om het spijsverteringsstelsel op gang te houden. Als de omgevingstemperatuur daalt, dan vertraagt de spijsvertering.
3. Ten derde maakt een zonnebad het schild warm en droog. Parasieten als bloedzuigers die op de schildpad leven drogen uit of verlaten hun gastheer.[15]

De schildpadden zonnen liever op een plaats in het water in plaats van op de oever. De dieren verzamelen zich soms in grote groepen op dergelijke zonplaatsen. Ze tolereren elkaars aanwezigheid en de schildpadden kunnen in grote groepen worden aangetroffen. Ze stapelen zich letterlijk op elkaar en soms kunnen ware schildpaddenhopen worden gevonden. De dieren hebben daar geen last van. Ze halen voordeel van het feit dat ze in een groep zonnen. Als een van de dieren een potentiële vijand opmerkt, dan duikt de hele groep in het water.
De dagactiviteit van de sierschildpad is goed onderzocht. De dieren houden schuilen bij regen, maar bij zonnig weer zijn ze een groot deel van de dag actief. Vroeg in de ochtend nemen ze een eerste zonnebad en zodra de schildpad voldoende is opgewarmd zoekt ze in het water naar voedsel. 's Middags neemt ze een tweede zonnebad en eet opnieuw. Daarna verstopt de schildpad zich op de bodem, om pas de volgende ochtend tevoorschijn te komen.

## Overwintering

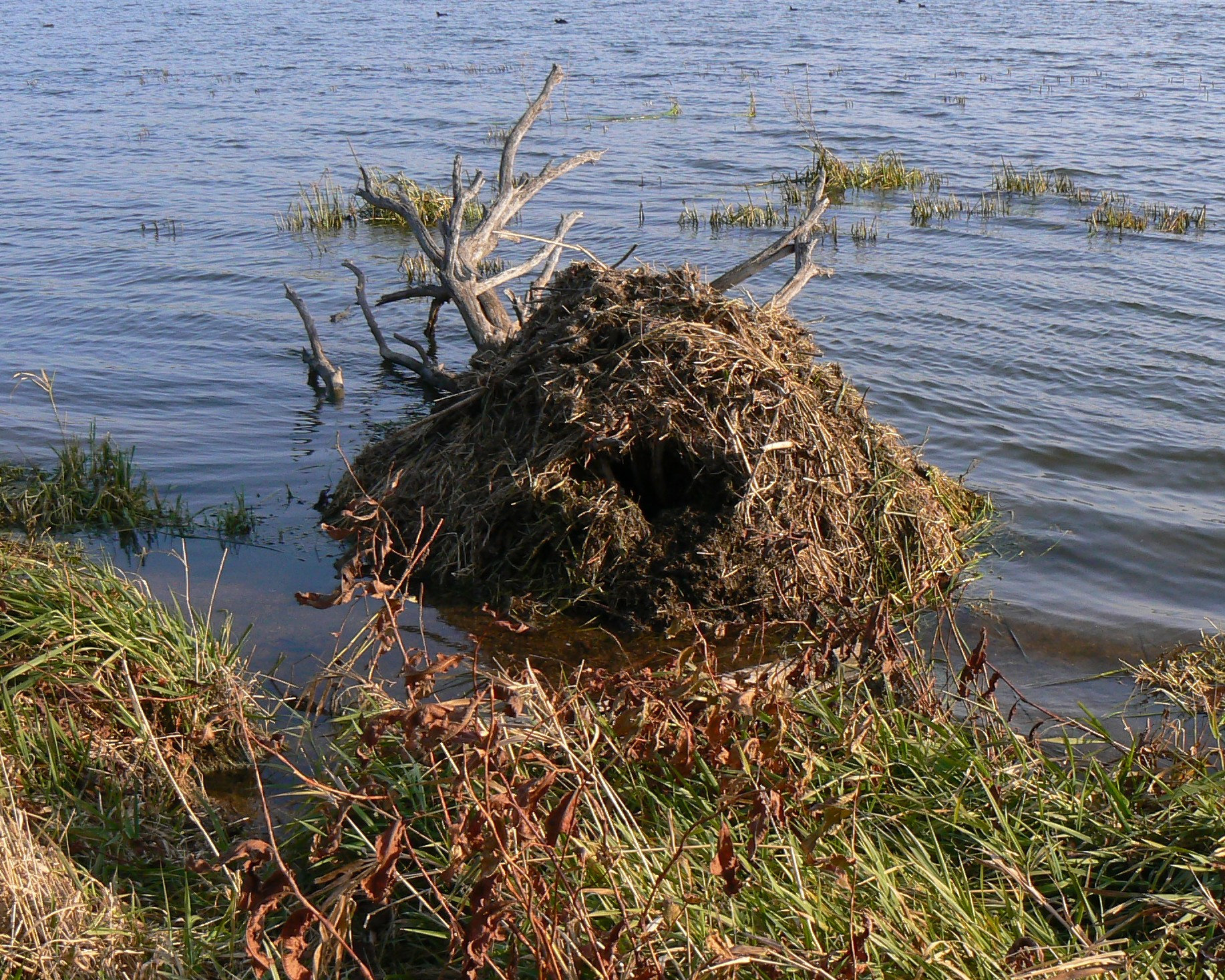
Nesten van muskusratten vormen een geschikte overwinteringsplaats.

In de noordelijke delen van het verspreidingsgebied is het in de winter te koud om actief te zijn en breekt een periode van dormantie aan. De schildpadden zijn dan langzaam door de lage omgevingstemperatuur en schuilen veel. De schuilplaatsen bestaan uit de modderbodem van het water, maar ze gebruiken ook de verlaten holen van knaagdieren zoals muskusratten. Er is geen sprake van een echte winterslaap, de dieren blijven actief als het weer het toelaat. De sierschildpad kan zelfs zwemmen in water met een laagje ijs. Exemplaren van de sierschildpad die in de noordelijke delen van het verspreidingsgebied leven zijn vanwege het koelere klimaat langer inactief in vergelijking met de schildpadden in het zuiden van het verspreidingsgebied.
De spijsvertering en de stofwisseling verlopen traag en ook de behoefte aan zuurstof daalt drastisch gedurende een koelere periode. Normaal moet de schildpad regelmatig aan de oppervlakte ademhalen. Net als andere schildpadden heeft de sierschildpad op verschillende delen van het lichaam weefselstructuren om zuurstof op te nemen. Deze bevinden zich in de huid van de schildpad, in de farynx (deel van de keel). Ten slotte heeft de sierschildpad twee zakachtige structuren in de darmen die gas uitwisselen. Normaal gesproken ondersteunen al deze weefsels de zuurstofvoorziening. Een schildpad die in de modder ligt ingegraven kan volledig overschakelen op de secundaire ademhalingsorganen om het lichaam te voorzien van voldoende zuurstof.
De juvenielen kunnen nog beter tegen koude dan volwassen schildpadden. In de noordelijke delen van het verspreidingsgebied komen de juvenielen aan het eind van de zomer uit het ei. De temperaturen beginnen dan al lager te worden en als de jongen dan het nest verlaten, zouden ze maandenlang geen voedsel vinden omdat het te koud is. Daarom wachten ze in het nest op warmere tijden. De juvenielen kunnen in de winterperiode volledig bevriezen, maar blijven levensvatbaar. Zodra de lente aanbreekt komen ze alsnog tevoorschijn.

## Oriëntatie
De sierschildpad blijft als er genoeg voedsel is het liefst in de vertrouwde omgeving. Als men een exemplaar enkele tientallen meters verder uitzet, is het dier in staat om naar zijn oorspronkelijke leefgebied terug te keren. De schildpad gebruikt hierbij de opvallende punten in de omgeving om zich te oriënteren. Als een exemplaar nog verder van zijn leefgebied wordt verplaatst, lukt dit niet meer. De schildpad kan op afstand waterbronnen herkennen door de hoeveelheid teruggekaatst licht boven het wateroppervlak.
Moerasschildpadden zoals de sierschildpad zijn uitgesproken waterdieren. Ze komen alleen uit het water om te zonnen en om een nest te graven. Als het voedsel op raakt of als het oppervlaktewater uitdroogt, dan moet de schildpad een ander water zoeken. Deze migratie van de ene naar de andere poel gebeurt meestal 's avonds.
In het begin van de lente wordt de schildpad actiever, maar het kan voorkomen dat er nog ijs op het water ligt. Uit proeven met nagebootste riviertjes in een laboratorium is gebleken dat de schildpad gevoelig is voor de temperatuur en de stromingsrichting van het water. Ze voelen aan, waar inkomend warmer water vandaan komt en zwemmen de warmere riviertjes op.

## Voedsel en vijanden

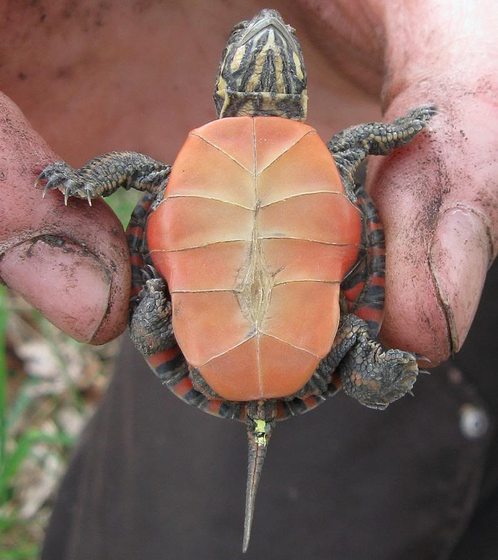
Bij zeer jonge exemplaren is een opening in de buik zichtbaar waaraan de dooier was gehecht.

Het voedsel wordt door de scherpe kaken in hapklare brokken geknipt. De schildpad slikt kleinere voedseldelen in één keer door.
De sierschildpad is een omnivoor die leeft van zowel dierlijk als plantaardig materiaal en ook wel aas. Net als veel andere schildpadden verandert het menu naarmate de dieren ouder worden. Juveniele schildpadden eten voornamelijk kleine diertjes en de volwassen exemplaren worden grotendeels vegetarisch.
- Het dierlijke voedsel van de schildpadden bestaat uit kleine wormen, insecten en insectenlarven, weekdieren zoals slakken, kleine vissen en larven van amfibieën zoals kikkers.[15]
- De sierschildpad eet verschillende waterplanten, vooral planten met langwerpige bladeren die op het wateroppervlak drijven.[15]
- Ten slotte eet de schildpad ook aas, onder andere dode vissen.[8]

Schildpadden in gevangenschap kunnen vrijwel met de pot mee-eten. Allerlei dierlijk materiaal wordt aangenomen, zoals kattenvoer, garnalen, mosselen en vis. Zoutwatervissen bevatten vaak een stof die vitamine B afbreekt en mogen niet te veel worden aangeboden. Ook varkensvlees is ongeschikt, omdat het te veel vet bevat. Het voedsel mag harde delen zoals kraakbeen bevatten zodat de rand van de bek scherp blijft.
De sierschildpad heeft vele natuurlijke predatoren. De volwassen sierschildpad heeft vooral te vrezen van grotere rovende zoogdieren als hermelijnen, otters, vossen en wasberen. De jonge schildpadjes en de eieren worden door een breed scala aan vijanden bedreigd, van geleedpotige dieren als mieren tot gravende zoogdieren als ratten die de eieren opgraven.
Daarnaast kent de schildpad verschillende endoparasieten in het lichaam en ectoparasieten op het lichaam.
| Belangrijke vijanden van de sierschildpad |                                       |                                 |
| Eieren van de schildpad: Vos              | Juveniele schildpadden: Bijtschildpad | Volwassen schildpadden: Wasbeer |

## Voortplanting en ontwikkeling
De sierschildpad is een van de meest bestudeerde schildpadden ter wereld en er is hierdoor veel bekend over de voortplanting en ontwikkeling van het dier. De sierschildpad kent net als veel andere moerasschildpadden een balts, welke bestaat uit een soort dansje. De vrouwtjes zetten enige tijd later hun eieren af, deze worden begraven in een nest. De jonge schildpadden komen vaak hetzelfde jaar uit, ze groeien snel en kunnen al na enkele jaren volwassen worden.

### Paring
De sierschildpadden zoeken elkaar in het voorjaar rond april op voor de paring. De mannetjes en vrouwtjes zoeken elkaar op zodra ze uit hun overwintering komen. De schildpadden schuilen veel gedurende de koelere maanden. In de lente worden de schildpadden actief, ze gaan direct op zoek naar een partner om te paren. De watertemperaturen zijn dan laag, de schildpadden gaan pas na de paring op zoek naar voedsel.
De paring geschiedt onder water, maar eerst vindt er een voorspel plaats. Dit is vergelijkbaar met dat van andere moerasschildpadden. Het mannetje benadert een vrouwtje hierbij en gebruikt zijn klauwen met lange nagels om water naar het vrouwtje toe te wapperen. Het mannetje zwemt hierbij voor het vrouwtje, en draait zich om. Terwijl het vrouwtje door zwemt, beweegt het mannetje zich achterwaarts met de poten naar voren. Hij streelt hierbij met zijn nagels langs haar kop, wat doet denken aan kietelen. Een vrouwtje dat niet geïnteresseerd is zal bij het mannetje weg zwemmen, als ze bereid is tot paren raakt ze het gezicht van het mannetje aan. Het koppeltje zwemt vervolgens naar de bodem waarbij het mannetje zich met zijn klauwen aan de voorrand van het schild verankert. Vervolgens vindt de copulatie plaats; deze kan tot ongeveer een kwartier duren.

### Nest

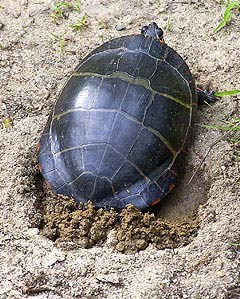
Een vrouwtje graaft een nest in het zand. Het zand wordt bevochtigd door erop te urineren, hetgeen hier goed te zien is.

Net als alle schildpadden is de sierschildpad eierleggend. De eitjes worden enkele maanden na de paring afgezet aan het begin van de zomer van mei tot juli. De eieren worden op enige afstand van het water begraven zodat ze niet onder water komen te staan bij een overstroming. Het nest wordt op een afstand van ongeveer 30 meter van de waterlijn gegraven, altijd op een onbeschutte, zonnige plaats. Het nest bestaat uit een flesvormig kuiltje van nog geen tien centimeter diep. Ze worden een voor een met de achterpoten voorzichtig in het nest gedeponeerd, dat vervolgens wordt dichtgegooid. Hierna wordt het zand door het vrouwtje nog eens aangedrukt.
Het nest wordt altijd in losse grond gemaakt zodat het vrouwtje snel kan graven. Om de grond nog zachter te maken, urineert ze tijdens het graven op het zand. Het nest wordt meestal vroeg in de ochtend of laat in de middag gemaakt, zodat ze zo min mogelijk wordt blootgesteld aan roofdieren. In het noorden van het verspreidingsgebied zet het vrouwtje meestal één tot twee nesten af per jaar. In koude jaren worden soms geen eitjes ontwikkeld vanwege de te lage ontwikkelingstemperatuur. In het zuiden is de voortplantingstijd langer en worden meestal vier legsels per seizoen afgezet.

### Ei
Niet alleen het aantal nesten, maar ook het aantal eieren dat per legsel wordt afgezet kan sterk verschillen: van twee tot twintig stuks. De ondersoorten in het noorden van het verspreidingsgebied worden groter dan de ondersoorten in het zuiden van het areaal. De grotere vrouwtjes in het noorden produceren meer eitjes dan de kleinere exemplaren in het zuiden. Ook binnen een populatie van een ondersoort produceren de grotere vrouwtjes meer eitjes dan hun kleinere soortgenoten.
Schildpadden hebben temperatuurafhankelijke geslachtschromosomen; het geslacht wordt niet bepaald bij de bevruchting maar door de temperatuur gedurende de embryonale ontwikkeling. In vergelijking met andere schildpadden kent de sierschildpad een hoge incubatietemperatuur. Bij een temperatuur minder dan 25 graden Celsius ontwikkelt het embryo zich tot een mannetje en hoe hoger de temperatuur, hoe meer vrouwtjes er ontstaan. Bij 29 °C ontwikkelen zich ongeveer evenveel mannetjes als vrouwtjes.
De grotere oostelijke sierschildpad zet twee tot dertien eieren af en de in grootte vergelijkbare ondersoort midlandsierschildpad drie tot veertien. De grootste ondersoort, de noordelijke sierschildpad, produceert vier tot 23 eieren. Kruisingen tussen de oostelijke sierschildpad en de midlandsierschildpad zetten vier tot zes eieren af.

### Juvenielen

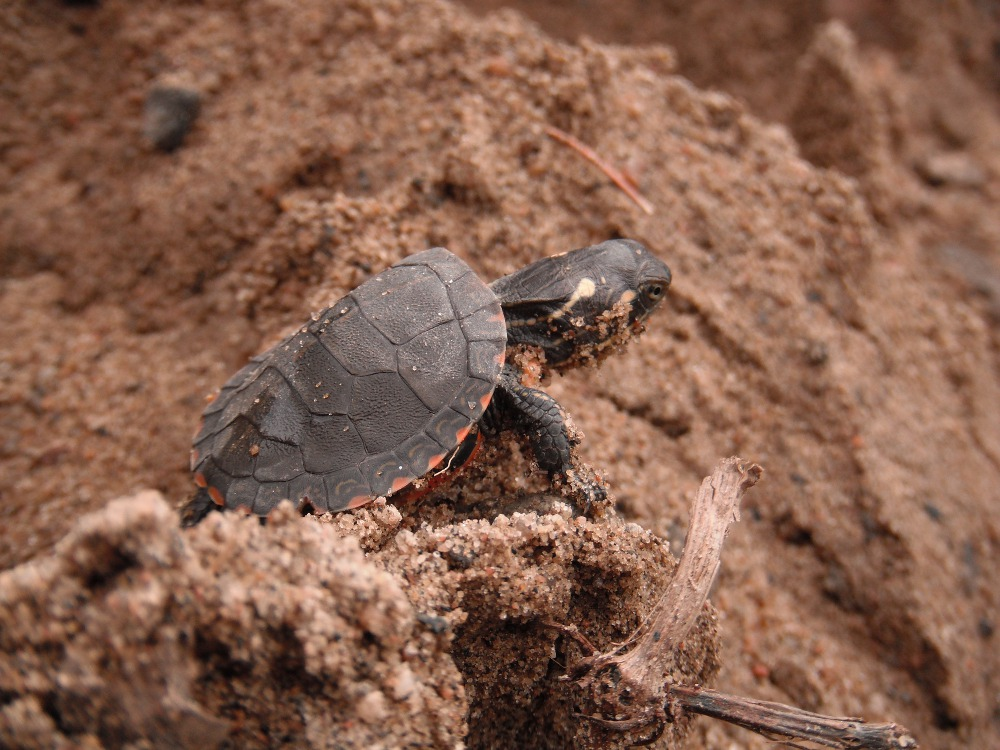
Een pas uit het ei gekropen juveniel graaft zich uit het nest.

Na 60 tot 80 dagen komen de eieren uit en verschijnen de jonge schildpadjes of juvenielen. Ze hebben de eerste dagen een eitand. Dit is geen echte tand maar een kalkachtig uitsteeksel op de snuit. Met de eitand wordt het eerste scheurtje in het ei gemaakt. De lederachtige eierschaal is stevig, maar eenmaal gepenetreerd scheurt de schaal snel. Zodra het jong uit het ei is gekropen heeft de 'tand' geen functie meer en wordt afgeworpen. De pas uit het ei gekomen schildpadden zijn te herkennen aan hun 'navel'; dit is een opening in het buikschild die na enkele dagen dichtgroeit.
In het noorden van het verspreidingsgebied blijven de juvenielen in het nest om pas het volgende voorjaar te verschijnen. Zie ook onder het kopje overwintering. Als de eieren onder ideale omstandigheden worden gehouden, zoals in een broedmachine, komen ze na ongeveer 50 dagen uit. De kleine schildpadjes hebben bij het uitkomen een schild van ongeveer 2,5 centimeter lang. Het schild is rond en niet ovaal zoals bij de volwassen dieren. Op het midden van het schild is een kiel aanwezig, die loopt over het nuchale schild aan de voorzijde en het midden van alle vertebraalschilden. De kiel tot aan de marginaalschilden aan de achterzijde van het schild. De juvenielen van twee ondersoorten hebben een knalrode tekening op het buikschild (plastron) en de onderzijde van de schildrand, waaraan ze makkelijk te herkennen zijn. Bij oudere dieren wordt deze tekening en de kleur wat vager, maar verdwijnt nooit helemaal. De jonge schildpadjes eten veel en groeien snel, na een jaar zijn ze twee keer zo groot.
Een mannelijke sierschildpad is na ongeveer drie tot vijf jaar volwassen. Hun schild is dan ongeveer 7 tot 9,5 centimeter lang. De vrouwtjes doen er wat langer over en zijn pas na zes tot tien jaar volwassen en in staat om zich voort te planten. Hun schild is dan 10 tot 13 centimeter lang. De levensverwachting van de sierschildpad in het wild is ongeveer 20 jaar. Sierschildpadden met een schild van ongeveer 25 centimeter zijn altijd zeer oud en erg zeldzaam. De sierschildpad kan in gevangenschap 35 tot 40 jaar oud worden. Het oudst bekende exemplaar heeft een leeftijd van 61 jaar bereikt.

## Bedreiging en bescherming

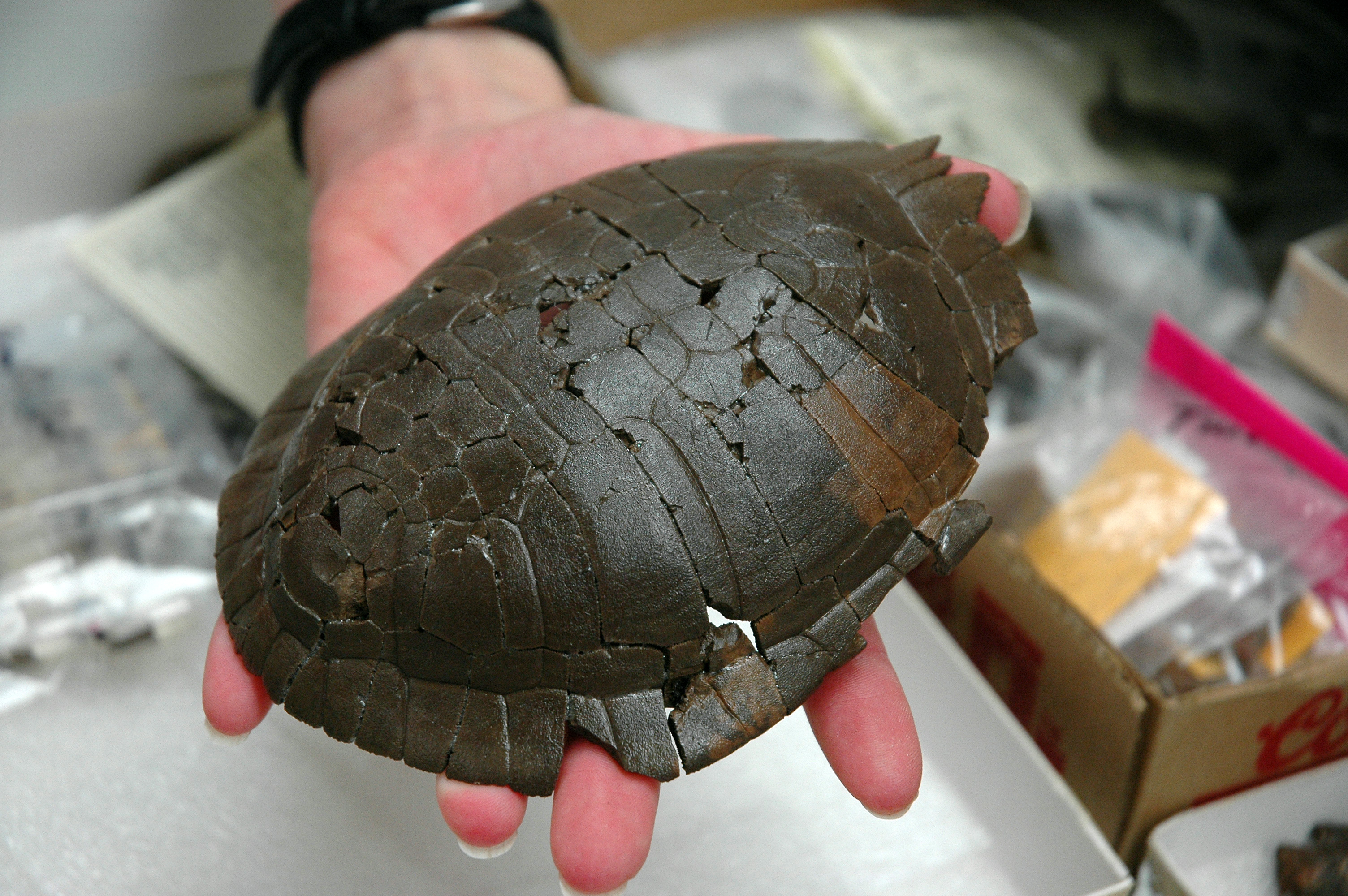
Een fossiel exemplaar.

De sierschildpad is een algemene soort die in grote delen van zijn areaal niet is bedreigd. De internationale dierenbeschermingsorganisatie IUCN rangschikt de sierschildpad onder Least Concern (LC), wat neerkomt op de beschermingsstatus 'veilig'.
De belangrijkste bedreiging van de schildpad is de degradatie van de habitat, predatiedruk en vervuiling. Daarnaast worden jaarlijks veel exemplaren doodgereden door het verkeer. De sierschildpad wordt ook gevangen om als huisdier te worden gehouden, of voor de verkoop in de handel in exotische dieren.
Nadat de roodwangschildpad als huisdier in de ban werd gedaan, was de sierschildpad een van de 'alternatieve' soorten. Hierdoor werd de schildpad onder andere in Nederland ingevoerd als huisdier. De sierschildpad stond lange tijd op de Positieflijst zoogdieren, wat betekent dat ze zonder vergunning mogen worden gehouden. Tegenwoordig staat de sierschildpad op bijlage II van de CITES lijst, wat betekent dat de soort zonder vergunning niet mag worden ingevoerd. Bij verkoop dient een kopie van de invoervergunning te worden meegegeven. Dit geldt niet voor exemplaren die in gevangenschap zijn geboren, zogenaamde nakweek. Bij het verkopen van nakweek dient wel een overdrachtsverklaring te worden meegegeven.

### In gevangenschap
Een sierschildpad als huisdier heeft enkele basisbehoeften: een ruim aquarium, niet in de tocht en met een eiland waarop de schildpad kan zonnen. Voedsel behoeft voedingssupplementen als vitamine C en calciumpreparaten. De schildpad kan een breed scala aan ziekten ontwikkelen en verwondingen oplopen. Voorbeelden van bekende ziektes zijn ontstekingen van het schild, diarree, legnood, longontsteking, oogaandoeningen, mondrot, uitzakken van de darmen of geslachtsorganen en verkoudheid.
De meeste in de handel aangeboden sierschildpadden zijn nog jong, ze zijn nog klein en zien er door de relatief grote kop aandoenlijk uit. De sierschildpad kan tientallen jaren oud kan worden. Mensen die een sierschildpad als huisdier willen houden, beginnen daarom beter met een wat ouder dier.